# Volma (ort)
Volma är en by i Belarus. Den ligger i voblasten Minsks voblast, i den centrala delen av landet, 22 km öster om huvudstaden Minsk. Volma ligger 190 meter över havet och antalet invånare är 320.

## Natur och klimat
Terrängen runt Volma är platt. Närmaste större samhälle är Kalodzisjtjy, 10,1 km nordväst om Volma.
Omgivningarna runt Volma är en mosaik av jordbruksmark och naturlig växtlighet. Runt Volma är det ganska glesbefolkat, med 34 invånare per kvadratkilometer.